# Juan Dávalos de Ribera
Juan Dávalos de Ribera (Lima, 1553-San José de Chunchanga, Pisco, 20 de mayo de 1622), fue un encomendero y poeta criollo, que ocupó altos cargos militares y políticos en el Virreinato del Perú. En tres ocasiones fue elegido alcalde ordinario de Lima.

## Biografía
Sus padres fueron el conquistador Nicolás de Ribera el Viejo y la criolla dominicana Elvira Dávalos y Solier. Beneficiado con el mayorazgo instituido por su padre, fue encomendero de Hurin Ica. Luego ejerció como regidor de Lima (1570-1571). Se alistó en la armada que organizó el virrey Francisco de Toledo para rechazar la incursión del pirata Francis Drake (1579)-
Viajó a España donde logró pronta notoriedad (1583): Fue muy celebrado en la corte por su habilidad para correr lances de toros y tanto sus poemas como su versación literaria merecieron que Cervantes las considerara como modelo de cuanto puede dar naturaleza de ingenio claro y singular belleza. Y fue investido con el hábito de caballero de la Orden de Calatrava en 1597.
Retornó al Perú, nombrado general del puerto del Callao, regresando a Lima a fines de 1599. Fue elegido alcalde de su ciudad natal (1600) y reelegido posteriormente en dos oportunidades. El virrey Conde de Monterrey le otorgó un obraje de paños en Santo Domingo de Huari y luego, nombrado por el virrey Marqués de Montesclaros, corregidor de Cañete (1612). Falleció en su hacienda de San José de Chunchanga, en el valle de Pisco.

## Matrimonio y descendencia
Casado en la Catedral de Lima el 11 de septiembre de 1574, con la criolla Leonor de Figueroa Santillán Dávila, hija del oidor Hernando de Santillán, y tuvo la siguiente descendencia:
- Micaela Dávalos de Ribera. Contrajo matrimonio en 1603 con Sancho Díez Zurbano.
- Elvira Dávalos de Ribera. Casó con Jerónimo Fernández de la Cuba Maldonado. Con sucesión.
- Nicolás Dávalos de Ribera y Figueroa Santillán, II mayorazgo de Dávalos de Ribera. Casado en 1622 con Mayor de Valdez Bazán. Con sucesión.
- Fernando Dávalos, fraile dominico.
- Ana Dávalos de Ribera, casada con Alonso de Mendoza Ponce de León. Con sucesión.

| Predecesor: Domingo de Garro | Alcalde ordinario de Lima Primer voto 1600  | Sucesor: Francisco de la Cueva      |
| Predecesor: Domingo de Garro | Alcalde ordinario de Lima Segundo voto 1603 | Sucesor: Pedro de Zárate y Figueroa |
| Predecesor: Juan de la Cueva | Alcalde ordinario de Lima Primer voto 1609  | Sucesor: José de Ribera y Dávalos   |